# Bigues i Riells del Fai
Bigues i Riells del Fai är en kommun i Spanien.   Den ligger i provinsen Província de Barcelona och regionen Katalonien, i den östra delen av landet, 500 km öster om huvudstaden Madrid. Antalet invånare är 8 781. Arean är 28,2 kvadratkilometer. Bigues i Riells gränsar till Sant Quirze Safaja, Figaró-Montmany, L'Ametlla del Vallès, Santa Eulàlia de Ronçana, Caldes de Montbui och Sant Feliu de Codines. 
Terrängen i Bigues i Riells är huvudsakligen kuperad, men åt sydost är den platt.